# Eucera speciosa
Eucera speciosa är en biart som först beskrevs av Cresson 1878.  Eucera speciosa ingår i släktet långhornsbin, och familjen långtungebin. Inga underarter finns listade i Catalogue of Life.